# Испытания респираторов в производственных условиях
При работе в непригодной для дыхания атмосфере используют средства индивидуальной защиты СИЗОД — респираторы. Для сохранения жизни и здоровья рабочих важно, чтобы используемый респиратор обеспечивал такой уровень защиты, который соответствует загрязнённости воздуха. Существуют респираторы разных конструкций, и их защитные свойства в зависимости от конструкции заметно отличаются. Чтобы выбрать подходящий респиратор, нужно заранее знать, какой уровень защиты он обеспечит. Из-за случаев чрезмерного воздействия вредных веществ на рабочих, правильно и своевременно использовавших сертифицированные и исправные респираторы с высокоэффективными фильтрами, к концу 1960-х специалистам в промышленно развитых странах стало ясно, что реальная эффективность СИЗОД ниже той, которая ожидалась (на основании исключительно лабораторных испытаний). Поэтому, начиная с 1970-х гг., в промышленно развитых странах начали проводить испытания СИЗОД непосредственно во время работы в производственных условиях. Результаты этих испытаний показали, что реальная эффективность респираторов в целом значительно ниже, чем при испытании в лабораторных условиях. Поэтому при разработке нормативных документов, регулирующих выбор и организацию применения респираторов в развитых странах использовали результаты именно производственных испытаний.

## История вопроса
После изобретения Шервудом в 1958 году первого индивидуального пробоотборного насоса появилась техническая возможность одновременно измерять загрязнённость воздуха и снаружи маски респиратора, и загрязнённость вдыхаемого воздуха (под маской). Это позволяет определить эффективность СИЗОД. Но до 1970-х специалисты ошибочно считали, что защитные свойства респиратора в лабораторных и в производственных условиях не отличаются. Измерений эффективности респираторов в производственных условиях не проводили, а границы областей применения респираторов устанавливали на основании исключительно лабораторных испытаний.
Но результаты первых исследований показали, что в производственных условиях защитные свойства респираторов всех конструкций — непостоянны, и сильно зависят как от правильности их использования (непрерывная носка в загрязнённой атмосфере и т. п.), так и от просачивания загрязнённого воздуха под маску через зазоры между ней и лицом. Оказалось, что в производственных условиях эффективность респираторов значительно ниже, чем в лабораторных. Это заставило пересмотреть ограничения области применения СИЗОД разных конструкций, и побудило разработать требования к организации их применения, закрепив их в национальном законодательстве. Результаты производственных измерений также заставили уделять больше внимания техническим способам защиты (герметизация, вентиляция, автоматизация, изменение технологии и др.).
У респираторов с лицевой частью, плотно прилегающей к лицу (фильтрующие и эластомерные полумаски, полнолицевые маски) отличие между результатами лабораторных и производственных испытаний возникает из-за просачивания неотфильтрованного воздуха через зазоры между маской и лицом. Эти зазоры образуются из-за того, что во время работы сотрудники делают разнообразные движения, которые не делают испытатели в лаборатории, и даже правильно надетая маска «сползает». У респираторов с неплотно прилегающей лицевой частью загрязнённый воздух может также попадать в зону дыхания из-за «поддувания» при наличии сквозняков, которых нет при испытаниях в лаборатории. Небольшое число испытателей не может имитировать всё многообразие лиц миллионов рабочих (по форме и по размеру), и за ~20 минут при сертификации в лаборатории испытатель не может имитировать всё многообразие движений, выполняемых миллионами рабочих. Также испытатели одевают маски неторопливее и аккуратнее.

## Опубликованные результаты испытаний в производственных условиях

### Начальный этап(1970-е — 1980-е)
(1969) Попытка определить, насколько респираторы-полумаски (фильтрующие СИЗОД) эффективно защищают от дочерних продуктов распада радона в шахтах, показала их крайне низкую эффективность даже при своевременном использовании.
(1974) Определялась эффективность респираторов, используемых шахтёрами. С помощью индивидуальных пробоотборников и пылеуловителей одновременно измерялись две концентрации пыли — снаружи маски и под маской. Так как респиратор защищает шахтёра лишь когда он надет, то с помощью двух терморезисторов (один под маской, другой на поясе) измерялась доля времени, которую использовался респиратор во время измерений (нагревание терморезистора выдыхаемым воздухом была признаком носки маски). Поскольку на применение респиратора влияет его удобность, изучалось отношение шахтёров к носке респиратора. Перед публикацией статьи был опубликован подробный отчёт.
(1974) Исследование показало, что респираторы могут быть хорошим дополнением к эффективной обеспыливающей вентиляции. Авторы рекомендовали проводить медобследования рабочих — при приёме на работу, и периодически.
(1975) Проводились не одновременные замеры запылённости снаружи пневмокапюшонов (используемых при пескоструйных работах) и под ними. Они показали, что воздействие на рабочих превышает ПДК, и что подача под капюшон чистого воздуха значительно снижает его. Оказалось, что воздействие на рабочих в промежутках между выполнением заданий (когда респираторы сняты) может превышать ПДК, и что многие СИЗОД — неисправны. Авторы рекомендовали организовать правильное применение СИЗОД, снизить запылённость и использовать абразивный материал с меньшим содержанием кварца.
(1976) Путём одновременного измерения концентраций SO2 снаружи полумаски и под маской были измерены Коэффициенты Защиты КЗ (отношение средней концентрации загрязнений воздуха снаружи маски к средней концентрации под маской). Учитывали только те результаты, когда респираторы использовались непрерывно. Обнаружилась положительная связь между удобностью респиратора и КЗ (так как у удобных респираторов ремни затягивали туже).
(1979) Измерялась эффективность автономных дыхательных аппаратов MSA с подачей воздуха по потребности под полнолицевую маску, использовавшихся пожарниками. Для этого сразу после окончания тушения пожара у них делали анализ крови для определения содержания карбоксигемоглобина (результат вдыхания монооксида углерода СО). Результаты биомониторинга показали, что при носке респиратора с перерывами его эффективность очень низкая, и что при непрерывной носке содержание карбоксигемоглобина значительно выше, чем у людей, не участвовавших в тушении пожаров. Этот и другие подобные результаты побудили ограничить применение респираторов с подачей воздуха по потребности (у которых при вдохе давление ниже, чем в окружающей атмосфере), и запретить их применение пожарниками, перейдя на СИЗОД с постоянно избыточным давлением под маской.
(1980) Эффективность респираторов и других СИЗ определяли с помощью биомониторинга — измеряли концентрации стирола в выдыхаемом воздухе и в моче. Оказалось, что из-за слабой адсорбции стирола через кожу респираторы могут обеспечить эффективную защиту.
(1980) Исследование ярко показало, что эффективность СИЗОД очень сильно зависит от организации их применения и от обучения рабочих: средний КЗ у одного рабочего, всегда одевавшего респиратор перед входом в загрязнённые помещения, оказался в 26 раз больше среднего геометрического КЗ всех остальных рабочих. Авторы поставили вопрос об разделении оценок эффективности респиратора (при правильном и непрерывном применении) и эффективности защиты рабочих (при реальном использовании).
(1981) Обнаружилось, что при воздействии потока окружающего воздуха со скоростью порядка 6 м/с происходит значительное снижение коэффициентов защиты шлема с принудительной подачей воздуха Racal Airstream Helmet, с ~ 1000 (в неподвижном воздухе) до ~ 2,5. Причина — «продувание» загрязнённого воздуха через уплотнение между СИЗОД и головой.
(1983) КЗ респиратора с принудительной подачей воздуха оказался значительно меньше ожидаемого (1000) — в 4.5-62 раза. Сильное несоответствие лабораторных и производственных результатов побудило провести дополнительное исследование) для определения причин расхождения.
(1983) Из-за неплотного прилегания лицевой части, и из-за того, что рабочие часто открывали поднимающийся лицевой щиток шлема с принудительной подачей воздуха (подача >184 л/мин, очистка >99.97 %), минимальные КЗ были очень низкими (два наименьших КЗ: 1.1; 1.2). Оказалось, что отдых рабочих в помещении с очищенным воздухом заметно уменьшает вредное воздействие, и что надёжно защитить рабочих одними респираторами нельзя. Обнаружилось, что при вычислении КЗ при одном замере по концентрациям разных веществ, для разных веществ КЗ могут отличаться.
(1984) Разнообразие КЗ, полученное в этом и в других исследованиях при непрерывной носке респираторов, побудили авторов предложить ограничивать область допустимого применения СИЗОД разных конструкций на основе измерений их КЗ в производственных условиях (при непрерывном использовании). Этот принцип, с некоторыми вариациями, используется в развитых странах и сейчас. Они предложили ограничивать применение так, чтобы в 95 % случаев КЗ превышал ожидаемый КЗ с вероятностью 90 %. Поэтому, используя результаты измерений, они предложили уменьшить ожидаемый КЗ полумасок с принудительной подачей воздуха под маску с 500 до 50.
(1984) Сравнивались защитные свойства респираторов при их использовании рабочими с бородой и без бороды при воздействии крупнодисперсной пыли. Оказалось, что — в отличие от многих других исследований — наличие волос на лице не привело к значительному снижению КЗ. Возможно, это связано с тем, что пыль была крупная. В настоящее время все западные руководства по эксплуатации респираторов требуют, чтобы лицо было чисто выбрито.
(1984) Это исследование было третьим по счёту, в котором обнаружилось, что у респираторов с принудительной подачей воздуха (у которых в лаборатории КЗ стабильно превышает 1000) в производственных условиях при непрерывной носке КЗ ниже ожидаемого значения (1000): у респиратора 3М КЗ доходили до 28, а у Racal — до 42. Значительное расхождение заставило Национальный институт охраны труда (NIOSH) выпустить в 1982 г. два информационных сообщения по респираторам (№ 1, 2), предупреждающих потребителей о низкой эффективности респираторов того типа, у которого ожидалась надёжная защита. Обнаруженные ранее низкие КЗ встревожили специалистов — они не понимали, почему при подаче более 170 л/мин заведомо чистого воздуха под неплотно прилегающую лицевую часть там оказывается много загрязнений.
- По результатам исследований граница области допустимого применения таких респираторов была снижена в 40 раз — с 1000 до 25 ПДК.

Авторы упоминают, что при изучении одного из проверявшихся респираторов в аэродинамической трубе при скорости воздуха 2 м/с при определённых направлениях обдува происходило снижение КЗ до 17. Исследование показало, что лабораторные испытания не могут служить достоверным показателем надёжности СИЗОД, и авторы призвали использовать для ограничения области применения СИЗОД измерения КЗ в производственных условиях при непрерывной носке.
- Измерения в производственных условиях заставили специалистов разработать терминологию для обозначения разных КЗ. В 1982—1986 публичное обсуждение[21][22][23][24] закончилось тем, что были даны определения для 6 разных КЗ (измеряемых в разных производственных и в лабораторных условиях), которые стали использоваться официально[25], и при подготовке отчётов о проведённых исследованиях[26]. Например, по коллективному мнению специалистов по промышленной гигиене (AIHA)[27], ожидаемый КЗ (ОКЗ, assigned PF APF) — это минимальный ожидаемый уровень респираторной защиты, который должен обеспечить исправный респиратор, применяемый в производственных условиях основной массе обученных и тренированных рабочих после проверки соответствия маски лицу (см. Ожидаемая степень защиты респиратора). Для определения ожидаемого КЗ рекомендовали использовать результаты измерений в производственных условиях, или значения ожидаемого КЗ у респираторов аналогичной конструкции.
- Также обнаружилось, что при сильном непостоянстве КЗ их средние значения определяются минимальными значениями КЗ[28]: Если при носке одной полумаски одним рабочим[29] в одном случае КЗ = 19, а в другом = 230 000, то проникание будет 5,26 % и 0 %, и среднее проникание = 2,63 %. То есть, средний КЗ = 38, а не 115 009. На средний КЗ сильнее влияют минимальные значения.

Итогами первого этапа испытаний респираторов в производственных условиях стали: выработка общепринятой сейчас терминологии для описания защитных свойств, разработка методики проведения измерений КЗ разных видов в производственных условиях, и понимание того, что законодательство должно устанавливать область ограничения применения респираторов разных видов на основе результатов не лабораторных, а производственных испытаний. Проведённые измерения подтвердили конкретными фактами правоту того, что СИЗ (органов дыхания) — самое последнее, и самое ненадёжное средство защиты, которое должно применяться лишь тогда, когда более надёжные методы применить нельзя; и применение СИЗОД должно происходить в рамках программы респираторной защиты — комплекса разных мероприятий, предназначенных для того, чтобы эффективность респираторов на практике оказалась такой высокой, какой она может быть (для респиратора данной конструкции).

### Дальнейшие исследования
(1984) Для защиты от ртути при производстве хлора использовались одноразовые респираторы-полумаски. Диапазон значений КЗ — от 9 до 63. Возможно, реальные значения отличались от измеренных, но учесть осаждение вредного вещества в органах дыхания оказалось слишком сложно.
(1984) Описано измерение КЗ полумасок, применявшихся для защиты от аэрозоля свинца.
(1985) На докладе, сделанном на выставке и конференции, авторы сообщили об измерениях КЗ полумасок, использовавшихся для защиты от асбеста при демонтаже теплоизоляции и огнезащитного потолка.
(1986) При проведении измерений КЗ СИЗОД авторы сопоставили их с результатами биомониторинга — концентрациями свинца в крови. Обнаружилась взаимосвязь. Авторы заметили, что нарушение правил личной гигиены может привести к попаданию в организм значительного количества свинца — несмотря на носку эффективных респираторов.
(1986) С помощью пассивных диффузионных мониторов измерялась эффективность полумасок (средние загрязнённости воздуха — вдыхаемого и в зоне дыхания) при воздействии паров органических растворителей. Причиной чрезмерного воздействия было непостоянное использование респиратора в загрязнённой атмосфере.
(1986) Измерялись КЗ шлемов с ППВ, применявшихся для защиты от свинца при производстве аккумуляторов. Выявленная низкая эффективность повлекла (вместе с результатами других аналогичных исследований) к строгому ограничению применения таких СИЗОД: с 1000 до 25 ПДК (в США).
(1986) На докладе, сделанном на выставке и конференции, авторы сообщили об измерениях КЗ шлема с ППВ, использовавшихся для защиты от асбеста при производстве тормозов.
(1987) В этом исследования была допущена ошибка — для измерения концентрации пыли (содержащей цемент) под маской использовалось взвешивание. Сырой выдыхаемый воздух увлажнял пыль, и сушка фильтра не могла устранить увеличение веса. Поэтому в дальнейшем старались определять массу определённого элемента, а при вычислении КЗ указывали для какого элемента он определён.
(1987) Для определения эффективности защиты от паров растворителей во время очистки краски при использовании полнолицевой маски, автор закреплял на внутренней стороне респиратора диффузионные мониторы. По его сообщению, влажность выдыхаемого воздуха не препятствовала проведению измерений.
(1987) На докладе, сделанном на выставке и конференции, авторы сообщили об измерениях КЗ фильтрующих полумасок, использовавшихся для защиты от алюминия, титана и кремния при полировании и шлифовании.
(1987) На докладе, сделанном на выставке и конференции, авторы сообщили об измерениях КЗ шланговых респираторов с ППВ, применявшихся для защиты от кремния в судостроении.
(1989) Использование шлема с принудительной подачей воздуха, который присоединялся к непромокаемому костюму с помощью молнии, позволило получить большой средний геометрический ПКЗ ≈350 и надёжно защитить рабочих. Измерения показали, что нужно больше внимания уделять организации применения СИЗОД и организации выполнения работы.
(1989) На докладе, сделанном на выставке и конференции, авторы сообщили об измерениях КЗ полнолицевых масок, применявшихся для защиты от свинца при производстве свинца.
(1989) На докладе, сделанном на выставке и конференции, авторы сообщили об измерениях КЗ шланговых респираторов с ППВ, использовавшихся для защиты от аэрозоля железа и кремния при абразивной обработке отливок.
(1990) Измерения КЗ трёх моделей сертифицированных полнолицевых масок показало, что их КЗ в производственных условиях значительно меньше, чем в лаборатории (минимальное значение — 11, что в 81 раз меньше ожидаемого КЗ).
- В Великобритании применение полнолицевых масок ограничили 40 ПДК (вместо 900 ПДК ранее), а в США — 50 ПДК. Подробнее см. Управление по охране труда в Великобритании (HSE).

(1990) Исследование показало, что у сотрудников разных специальностей полумаски обеспечивают разный уровень защиты, и что у одного и того же рабочего при носке одной полумаски КЗ может изменяться в десятки раз.
(1990) На докладе, сделанном на выставке и конференции, авторы сообщили об измерениях КЗ фильтрующих полумасок, применявшихся для защиты от пыли алюминия при производстве этого металла.
(1990) На докладе, сделанном на выставке и конференции, авторы сообщили о КЗ фильтрующих полумасок, использовавшихся для защиты от свинца и цинка при литьё латуни.
(1990) На докладе, сделанном на выставке и конференции, авторы сообщили об измерениях КЗ полнолицевых масок с ППВ, использовавшихся для защиты от свинца при производстве свинца.
(1990) На докладе, сделанном на выставке и конференции, авторы сообщили о КЗ шлемов с ППВ, использовавшихся на фармацевтическом заводе для защиты от стероидов.
(1991) Измерение защитных свойств респираторов-полумасок показало, что они малоэффективны, и в лабораторных условиях их защитные свойства значительно выше, чем в производственных.
(1992) В обзоре измерений КЗ респираторов в производственных условиях авторы показали, что отличие результатов производственных испытаний от результатов лабораториях испытаний стимулировало проведение производственных испытаний, а организация, отвечающая за сертификацию СИЗОД в США (Национальный институт охраны труда NIOSH), предложила использовать производственные испытания для проверки сертифицируемых СИЗОД, а также конкретизировать и упорядочить используемую терминологию. Показано, что недостаточное количество загрязнений под маской и недостаточная чувствительность аналитического способа не позволяют измерять большие КЗ, так как трудно найти рабочие места с достаточно большой загрязнённостью воздуха.
(1992) На докладе, сделанном на выставке и конференции, авторы сообщили о КЗ фильтрующих полумасок, применявшихся для защиты от аэрозоля железа, марганца, титана и цинка при сварке и абразивной обработке в судостроении.
(1993) При непрерывной носке КЗ у респиратора с принудительной подачей воздуха был выше, чем у полумаски (без принудительной подачи воздуха).
(1993) Измеряли концентрации стирола под маской и снаружи, проводили биомониторинг, измеряя концентрации миндальной и фенилгликсиловой кислот в моче (они образуются при разложении стирола, попавшего в организм). При непостоянной носке загрязнённость вдыхаемого воздуха уменьшилась в 4 раза, а вредное воздействие на организм — в 3 раза. Рекомендовалось для определения воздействия стирола использовать биомониторинг.
(1993) Для определения эффективности респираторов проводили биомониторинг — измеряли содержание цинка протопорфирина в крови (увеличивается при попадании свинца в организм). Оказалось, что воздействие свинца значительно снизилось. Авторы рекомендовали использовать результаты измерений для стимулирования использования респираторов и соблюдения правил личной гигиены.
(1993) Изучались фильтрующие полумаски, обнаружилась положительная взаимосвязь между КЗ (использовались непрерывно) и загрязнённостью воздуха рабочей зоны.
(1993) На докладе, сделанном на выставке и конференции, авторы сообщили об измерениях КЗ шланговых респираторов с ППВ, использовавшихся для защиты от кварца при демонтаже печи.
(1993—1994) Авторы изучали защитные свойства разных фильтрующих и эластомерных полумасок, использовавшихся на нескольких предприятиях, изготавливавших краску, огнестойкие добавки и аккумуляторы.
(1994) На докладе, сделанном на выставке и конференции, авторы сообщили о КЗ полумасок, защищавших от аэрозоля свинца рабочих, резавших (старые) корабли.
(1995) Объединив результаты проводившихся ранее измерений КЗ полумасок (при непрерывной носке), автор сделал вывод, что в большинстве случаев КЗ >10. Но он не учёл то, насколько непостоянны могут быть КЗ у отдельных рабочих, и что непрерывная носка возможна не всегда.
(1995) Измерения показали, что у респираторов разных конструкций (четвертьмаски, полумаски, шлем с принудительной подачей воздуха) при непостоянном использовании схожие КЗ. Авторы опросили участников, чтобы выяснить недостатки разных СИЗОД при выполнении различных видов работ, и дали рекомендации по применению респираторов в разных условиях.
(1996) Непрерывная носка полумасок стала хорошим дополнением к вентиляции, обеспечив надёжную защиту.
(1996) Результаты показали, что использование респираторов в сочетании с техническими средствами может надёжно защитить рабочих.
(1996) При использовании защитного капюшона с принудительной подачей воздуха не обеспечило надёжную защиту при абразивной очистке моста от старой краски. Обнаружилось, что воздействие свинца превысило ПДК.
(1996) Руководитель респираторного отдела института стандартов ANSI объяснил, как ограничивали области допустимого применения СИЗОД разных конструкций (Ожидаемые КЗ). Использовались измерения КЗ в производственных условиях, или ограничения для респираторов аналогичной конструкции. Лишь при отсутствии такой информации использовали результаты измерений в лаборатории при имитации выполнении работы.
- Принятые в США ограничения области допустимого применения респираторов разных конструкций справедливы только при непрерывном использовании СИЗОД в загрязнённой атмосфере, что не всегда возможно.

(1996) Английские специалисты измеряли коэффициенты защиты полнолицевых масок с принудительной подачей отфильтрованного воздуха. Замеры показали, что минимальные КЗ снижаются до 12, 15; и что применение таких СИЗОД следует ограничить 40 ПДК (вместо 2000 в промышленности и 200 в атомной промышленности, стр. 6).
(1998) Изучались защитные свойства респираторов с принудительной подачей воздуха под полнолицевую маску, комплектация которого отличалась от заводской (использовали наиболее подходящие маски, удобные блоки очистки и дешёвые фильтры разных изготовителей). Из 21 случая только в 8 такие респираторы защищали рабочих. Получили минимальный КЗ=5 — что в 200 раз меньше ожидаемого (1000). Рекомендовали использовать менее пыльные способы работы, обучать рабочих и запретить использование неукомплектованных СИЗОД.
(1998) Исследование показало, что КЗ респираторов одного типа (полумасок), но разных моделей значительно отличаются.
(1999) При воздействии стирола на органы дыхания и кожу проводился биомониторинг. Оказалось, что адсорбция кожей невелика, и что носка респираторов сильнее влияет на вредное воздействие, чем носка защитной одежды.
(1999) Для измерения коэффициентов защиты полнолицевых масок авторы использовали оригинальную методику. Так как степень очистки воздуха высокая, то концентрация вредного вещества под маской часто такая маленькая, что её трудно измерить, а авторы присоединили к маске капюшон, под который подавали контрольный газ SF6, концентрация которого измерялась стационарным прибором с помощью длинных трубок (сотрудники не перемещались на большие расстояния). Это позволило точно определить просачивание между маской и лицом. Также использовали стандартную методику ЕС для определения просачивания — как при сертификации.
(2000) Авторы измеряли эффективность респираторов (наружную и подмасочную концентрации стирола) и проводили биомониторинг, измеряя концентрации стирола в моче. Оказалось, что эффективность защиты рабочего при непостоянном использовании респираторов значительно ниже, чем эффективность самих респираторов — воздействие на людей уменьшалось лишь на 5-60 % и превышало допустимое.
(2000) Измерение КЗ у полумасок с и без принудительной подачи воздуха показало, что при непостоянной носке они в большинстве случаев меньше ожидаемых (у первого СИЗОД ~85-91 % значений <50; у второго ~82-89 % значений <10).
(2000) При изготовлении судов из стеклопластика воздействие стирола на рабочих зависело не только от респираторов, но и от загрязнённости воздуха в столовой, и при непрерывной носке СИЗОД надёжно защищают на рабочем месте. Точность измерений может зависеть от поглощения газов кожей.
(2000) Измерение КЗ фильтрующих полумасок при их непостоянной носке показало, что — в сочетании с улучшением работы вентиляции, замены сухого подметания уборкой с пылесосом и др. во всех случаях загрязнённость вдыхаемого воздуха не превысила ПДК.
(2001) Измерение КЗ респиратора с принудительной подачей воздуха, использовавшегося непрерывно (во время шлифования), показало что он >1000.
(2001) На докладе, сделанном на выставке и конференции, авторы рассказали об измерениях КЗ капюшонов с ППВ, использовавшихся для защиты от кадмия при производстве никель-кадмиевых аккумуляторов.
(2002) Измерение КЗ полумасок показало, что при повышенной температуре и при непостоянной носке КЗ могут быть очень низкими, в половине случаев <2. Авторы рекомендовали сделать общеобменную вентиляцию, использовать прохладную столовую с чистым воздухом и использовать СИЗОД с принудительной подачей воздуха.
(2002) Анализировались ограничения области применения разных СИЗОД. Сопоставив значения тех ожидаемых КЗ, которые были установлены на основании производственных испытаний, с теми ожидаемыми КЗ, которые (из-за отсутствия дорогостоящих производственных испытаний) выбирали по аналогии, и учтя разрежение под маской при вдохе (причину просачивания через зазоры), авторы предложили снизить ожидаемые КЗ шланговых респираторов с непрерывной подачей воздуха под маску со 100 до 40.
- Сейчас в Англии действует предложенное авторами ограничение[80].

(2002) Измерение КЗ индивидуально подобранных полумасок (применявшихся без перерывов) показало, что они обеспечивают надёжную защиту от сварочного аэрозоля.
(2003) Изучалось, как соответствие маски лицу рабочего влияет на КЗ респиратора. Оказалось, что хотя КЗ — случайная непредсказуемая величина, зависящая от разных факторов, но при носке подходящей маски средние КЗ у рабочих заметно выше, чем при носке менее подходящей маски. Такие результаты, полученные и в лабораторных, и в производственных условиях, стали основанием для законодательного закрепления требования — подбирать маску индивидуально, и приборами проверять наличие зазоров. В одном случае у полумаски был получен большой КЗ = 230 000. Но при носке той же полумаски тем же рабочим при выполнении схожей работы в другой раз КЗ был 19. Результаты измерений КЗ у других рабочих показали такое же сильное непостоянство (например — 51 600 и 13).
(2004) В для описания защитных свойств респираторов определили, что ожидаемый КЗ — это коэффициент защиты, который обеспечивается респиратором для определённой доли рабочих с определённой вероятностью. Позднее, при обработке результатов измерений КЗ (отчасти из-за отсутствия результатов неоднократных измерений у одного рабочего, непрерывно использовавшего респиратор), ожидаемый КЗ фактически стали приравнивать к нижнему 5 % доверительному интервалу всех значений КЗ (при непрерывной носке) — без учёта их отличий у разных рабочих. Так как к 2004г сделали много неоднократных замеров КЗ у одного сотрудника (при непрерывной носке), Никас и Нейгхауз попробовали определить — при каком ожидаемом КЗ будет надёжно защищены не менее 95 % рабочих более чем в 95 % случаев носки СИЗОД. Они учли непостоянство КЗ отдельного рабочего и непостоянство средних КЗ у разных рабочих. Оказалось, что при ожидаемом КЗ=10 эффективность полумасок будет недостаточной, и они советовали уменьшить ожидаемый КЗ до 5; и снизить ожидаемый КЗ шлемов с принудительной подачей воздуха.
(2004) Минимальный коэффициент защиты фильтрующих полумасок (после индивидуального подбора и проверки) при защите от крупой пыли при непрерывном использовании превышал ожидаемый КЗ.
(2005) Описан уникальный портативный прибор, позволяющий определять счётные концентрации частиц под маской и снаружи маски во время работы в реальном масштабе времени, учитывая оптический диаметр частиц 0.7-10 мкм (5 диапазонов размеров). Использование прибора при измерении КЗ фильтрующей полумаски при непрерывном использовании наглядно показало, что они очень непостоянны, и что мелкие частицы лучше проходят под маску.
(2005) Авторы измеряли КЗ фильтрующих полумасок при воздействии грибов и различных микроорганизмов. Оказалось, что КЗ зависят от вида микроорганизма.
(2007) Измерение КЗ полнолицевых масок (при непрерывной носке) показало, что рабочие надёжно защищены. За время измерений (1-3 часа) в 2 случаях из 52 рабочие снимали респираторы, чтобы что-то сказать друг другу, и эти результаты не учитывались. Но при снимании СИЗОД эффективность защиты рабочих может значительно снизиться. Это показывает, как важно правильно организовать применение СИЗОД и при необходимости использовать переговорные устройства.
(2007) Помимо измерений наружной и подмасочной концентраций растворителей (ксилола и этилбензола) проводился биомониторинг (измерялась концентрация метилгиппуровой кислоты в моче). С помощью установленной ранее взаимосвязи между концентрациями ксилола в воздухе и концентрациями метилгиппуровой кислоты в моче вычислили доли растворителя, поступающего в организм через лёгкие и кожу. Оказалось, что при КЗ респираторов 17-25 более половины ксилола поступает в организм через кожу. Авторы советовали использовать безопасные способы окраски, так как носка защитной одежды при высокой температуре воздуха в субтропиках затруднена.
(2007) Авторы повторили вычисления ожидаемого КЗ, проводившиеся Никасом и Нейгхаузом, усложнив математическую модель и добавив результаты новых исследований. Так как в новых исследованиях были большие КЗ, то получилось, что у полумасок ожидаемые КЗ = 10.
(2007) При непрерывной носке фильтрующие полумаски обеспечили надёжную защиту сотрудников металлургического завода.
(2007) При непрерывном использовании фильтрующих полумасок высокого качества обученными и тренированными рабочими после индивидуального подбора и проверки, при выполнении малоподвижной работы и воздействии крупнодисперсной пыли (которая плохо просачивается через зазоры между маской и лицом) самый маленький измеренный КЗ был больше ожидаемого КЗ=10 в 2.4 раза (=24). Но авторы не советовали увеличивать ожидаемый КЗ, так как в других условиях результат может оказаться значительно хуже.
(2008) При правильном использовании респираторов с принудительной подачей воздуха рабочие были надёжно защищены. В этом и во многих других исследованиях загрязнённость воздуха под маской была меньше порога чувствительности использовавшегося метода анализа — во всех замерах, и авторы заметили, что для проверки СИЗОД трудно найти такие места, где была бы достаточная загрязнённость воздуха.
(2009) При правильном выборе и использовании СИЗОД высокого качества в большинстве случаев загрязнённость воздуха под маской была ниже порога чувствительности использовавшегося метода анализа.
(2010) Использование специального прибора показало, что при воздействии частиц с большим оптическим диаметром коэффициенты защиты (при непрерывной носке) выше.
(2012) Авторы обзора описали результаты ряда исследований шлемов с ППВ Airstreem, использовавшихся на металлургических предприятиях в Англии.
(2015) Исследование СИЗОД с принудительной подачей воздуха под лицевую часть показало, что оно надёжно защищает рабочих от наночастиц.
| Измеряемый параметр | Число исследований† | Число участников | Число замеров |
| ------------------- | ------------------- | ---------------- | ------------- |
| Эффективные КЗ      | 18                  | >381             | >526          |
| Производственные КЗ | 45                  | >569             | >1853         |
| Биомониторинг       | 9                   | >193             | >644          |
| Всего:              | 74                  | >1141            | >3061         |

† — Только опубликованных. Много исследований проводилось, но они не были опубликованы, хотя их результаты были известны специалистам и использовались.
- Результаты этих исследований позволили получить правильное представление о реальной эффективности СИЗОД разных конструкций, и узнать, какие факторы на неё влияют. Применение биомониторинга позволило также определить эффект от использования респираторов — фактическое уменьшение попадания вредных веществ в организм. В развитых странах результаты этих измерений стали основанием для разработки национального законодательства, регулирующего порядок выбора и организации применения СИЗОД (см. Законодательное регулирование выбора и организации применения респираторов). В частности, так как наименьшие КЗ полумасок при постоянной носке достигают 1.6 (и доходит до 1 при непостоянной носке), то в США не допускается их использование при загрязнённости воздуха >10 ПДК; а применение полнолицевых масок (минимальный КЗ при непрерывном использовании = 11[44]) ограничено в Великобритании 40 ПДК.
- Использование результатов измерений не только в лабораторных, но и в реальных производственных условиях позволило разработать научно обоснованные рекомендации по выбору и организации применения респираторов (см. Ожидаемая степень защиты респиратора).

### Другие исследования эффективности СИЗОД при добыче угля
В авторы на основании инструментальных измерений показали, что среднее снижение запылённости вдыхаемого воздуха при добыче угля в Англии за счёт использования полумасок составляет 41 % (в 1.7 раза). Это связано с тем, что из-за использования эффективной вентиляции запылённость воздуха низкая, шахтёры по своим субъективным ощущениям не могут определить, когда запылённость начинает превышать 1 ПДК, поэтому своевременно не надевают СИЗОД.
В показано, что при использовании полумасок в США концентрация пыли во вдыхаемом воздухе снижается на 92 % (в 12.5 раз) — при работе выемочного комбайна, и на 67 % (в 3 раза) в среднем, а при использовании шлемов с принудительной подачей воздуха — примерно в 2 раза (при ожидаемом снижении 10 для полумасок и 25 для шлема). В последующих публикациях CDC по снижению запылённости при подземной добыче полезных ископаемых СИЗОД не упоминаются.

## Измерения эффективности респираторов в производственных условиях в СССР
- В 1967[98] в Кубанском сельскохозяйственном институте было разработано средство индивидуальной защиты с принудительной подачей воздуха «Экран-1м». Оно было испытано в производственных условиях на с/х предприятиях и на 1 шахте, и успешно внедрено в 5 колхозах для защиты сотрудников при работе с ядохимикатами. Автор заметил, что применяемые тогда респираторы и противогазы малоэффективны, и по ряду причин рабочие отказываются их применять[99].
- В 1983[100] и 1988[101] Б. М. Тюриков и А. П. Гаврищук измеряли защитные свойства противопылевых респираторов (полумасок Кама, Лепесток, Пахтакор, РП-КМ, Снежок; и шлема с принудительной подачей воздуха Racal). Полученные ими КЗ противоаэрозольных полумасок (от 2.8 до 125) хорошо согласуются с результатами исследований, описанных выше, и показывают недопустимость использования полумасок без принудительной подачи воздуха при большой концентрации загрязнений. Это также показывают, что разработанные в СССР респираторы — полумаски (некоторые — полвека назад) по защитным свойствам, по крайней мере, не лучше западных моделей. Результаты этих производственных измерений противоречит всем опубликованным рекомендациям советских авторов (основанных, в основном, на результатах лабораторных измерений, и рекомендациях других авторов) и экспериментально подтвердили сомнения в высоких защитных свойствах полумасок, высказывавшихся ещё в середине 20-го века:

От редакции. Помещая настоящую статью, редакция считает, что окончательное определение пригодности респираторов может быть сделано только после испытаний их в условиях производства. Лабораторные испытания не дают сведений об удобстве пользования маской (полумаской) в сложных условиях работы, от отсутствии смещения при движении головы, отсутствии подсоса через выдыхательный клапан и т. д."
… Желательно испытать обтюраторы с пневматическим уплотнителем.
Респиратор ПРБ-1 … снабжён очень жёстким резиновым обтюратором, который сильно давит на лицо, но при этом не устраняет частого сползания полумаски.
У респиратора Ф-45 … Конфигурация краёв маски такова, что возможно частое соскакивание её с лица.

До сих пор не решена проблема разговора в полумаске. Чтобы дать распоряжение или предупредить об опасности, нужно снимать респиратор, что недопустимо в запылённой атмосфере…
Но важные результаты, полученные при проведении более чем 190 замеров, не привлекли к себе внимания, и на русском языке продолжают публиковаться необоснованные рекомендации использовать полумаски при загрязнённости воздуха до 1000 ПДК.
Полученные результаты побудили Бориса Михайловича Тюрикова разрабатывать респираторы с принудительной подачей воздуха, обладающих высокими защитными свойствами, что было подтверждено испытаниями в производственных условиях. На основании проведённых научных исследований был налажен выпуск СИЗОД «НИВА» с принудительной подачей воздуха.
- В 1979[106] и в 1987[107] проводились исследования фильтрующих полумасок, у которых между волокнами фильтровального материала есть частицы сорбента, что позволяет им улавливать вредные газы при небольшой концентрации. Но измеряли КЗ по газу, а не по пыли — основного загрязнения, от которого должны защищать эти респираторы. Так как даже при определении КЗ только по аэрозолю — но по разным веществам — могут получиться различные КЗ для одного замера[16][91], то полученные результаты (коэффициенты защиты по газу) некорректно использовать для оценки КЗ фильтрующих полумасок по аэрозолям. Кроме того, механизм улавливания молекул газа (диффузия) и аэрозоля (крупнодисперсного — преимущественно инерционное осаждение и касание/зацепление; мелкодисперсного — касание/зацепление, диффузия и инерционное осаждение) — принципиально отличаются.
- В 1979[108] для защиты от хлористого метилена на судостроительном заводе пытались использовать СИЗОД с принудительной подачей воздуха (пневмокостюмов ЛГ-У и ЛГ-Т). Это было связано с тем, что вредное вещество попадало в организм не только через органы дыхания, но и через кожу. Измеренные высокие коэффициенты защиты (КЗ = 907 у ЛГ-У, и 9690 у ЛГ-Т) согласуются с результатами измерений защитных свойств респираторов с принудительной подачей воздуха, проводившихся в США. Меньшее значение у ЛГ-У объяснялось прониканием газа через материал костюма.

### Применение респираторов «Лепесток» во время аварии на Чернобыльской АЭС
Во время аварии на Чернобыльской АЭС и при ликвидации её последствий требовалась защита от радиоактивных аэрозолей. Такая защита должна быть очень эффективной, так как попадание частиц в организм приводит к «внутреннему» облучению находящихся очень близко от источника тканей (в течение длительного времени — мелкие пылинки, осевшие в лёгких, могут оставаться там годами), что делает даже очень слабо-радиоактивные частицы аэрозоля крайне опасными. К ликвидации аварии привлекались лучшие, опытные и компетентные специалисты, в том числе из Института Атомной Энергии им. И. В. Курчатова. Кимрская фабрика им. Горького изготавливала для ликвидаторов фильтрующие респираторы-полумаски «Лепесток», считавшиеся очень эффективными (только в июне 1986г в Чернобыль было поставлено около 300 тыс. респираторов «Лепесток»). Однако непосредственное наблюдение за применением высокоэффективных средств защиты в больших масштабах в условиях сильного загрязнения воздуха заставило часть специалистов усомниться в том, что реальная эффективность соответствует декларируемой (как это ранее произошло в атомной промышленности США в конце 1960-х).
Авторитет специалистов Курчатовского института, и вероятно, многочисленные подтверждённые случаи чрезмерного внутреннего облучения, побудили провести независимые испытания респираторов (в американской лаборатории), и обратиться за разъяснениями к специалистам — разработчикам СИЗОД в НИФХИ им. Карпова. При этом на месте проведения работ предпринимались многочисленные попытки самостоятельно разобраться в причинах (очевидной) недостаточной эффективности. Конкретно, была проверена эффективность фильтровального материала — и она оказалась действительно неплохой (что подтвердилось и последующим лабораторным исследованием). А главным путём попадания аэрозоля под маску, как было выяснено, стали зазоры по периметру касания маски и лица. При попытке их устранить были использованы имевшиеся подручные материалы — вазелин, резиновый клей, детский крем, лейкопластырь. Позднее, лабораторная оценка эффективности показала, что можно было реально ожидать уменьшения попадания аэрозоля в органы дыхания не в >200 раз (как декларировалось десятилетия), а лишь в 2-8 раз.
Низкие значения эффективности, выявленные при массовом использовании «Лепестков» во время аварии, были подтверждены результатами испытаний в независимой лаборатории Министерства энергетики США. При носке СИЗОД 25 испытателями и выполнении ими стандартного набора движений (повороты головы вправо-влево, вверх-вниз и т. д. — все циклы движений выполнялись по четыре раза, а в промежутках между циклами респираторы снимали и одевали заново) у 4 участников средние значения коэффициента защиты не превышали 4,75 (а минимальное значение достигло 1,5). Если рассматривать все случаи носки, то в 80 % случаев коэффициент защиты не превышал декларируемое значение (200), и в половине случаев не превышал 100. При этом совершенно не учитывалось то, что лабораторная эффективность обычно гораздо выше получаемой на практике, и её нельзя использовать для оценки допустимой области применения.
Однако эти результаты не помешали разработчикам заявить, что респираторы надёжны, и даже — что декларируемое значение правильно, так как подтверждается результатами независимых испытаний американской лаборатории («заданий фактор пригодности» в тексте — это коэффициент защиты, измеренный в лабораторных условиях, fit factor):
… в 20 % заданий фактор пригодности был более 200, то есть проскок не превышал 0,5 %. Следовательно, «Лепесток-200» полностью соответствовал заявленным критериям защиты от аэрозолей субмикронного размера. Для 50 % заданий фактор пригодности превышал 100, то есть проскок был менее 1 %.
.
С оценкой эффективности, сделанной специалистами Курчатовского института, решили так: по мнению представителей разработчиков — она проводилась «неграмотно».
Широкомасштабное применение СИЗОД во время ликвидации аварии на Чернобыльской АЭС показало как их низкую эффективность (по отношению к декларируемым значениям), так и готовность разработчиков и изготовителей игнорировать очевидные свидетельства завышения эффективности — без каких-то аргументов. Изменения отношения к СИЗОД без принудительной подачи воздуха, как к «эффективным» средствам защиты (как в США и других промышленно-развитых странах) — в СССР и СНГ не произошло.

## Анализ результатов измерений защитных свойств респираторов
Результаты измерений показывали, что респираторы — самое последнее и самое ненадёжное средство защиты, их эффективность нестабильна и непредсказуема, и они не могут заменять мероприятия по снижению загрязнённости воздуха, а лишь дополнять. Неудобства при носке, затруднения при общении, перегрев при повышенной температуре и другие недостатки не всегда позволяют использовать их своевременно, а это может сделать их применение бессмысленным. Носка респиратора снижает работоспособность. Биомониторинг показал, что иногда и при своевременной носке респираторов вредные вещества могут попадать в организм другими путями (например, через кожу), иногда даже в большем количестве, чем через органы дыхания, и что КЗ рабочего ниже КЗ респиратора.
Но когда главным путём поступления вредных веществ в организм являются органы дыхания, и когда использование других — надёжных — способов (герметизация оборудования, вентиляция и т. п.) невозможно, или их использование не позволяет снизить загрязнённость воздуха до приемлемого уровня, то правильно выбранные и индивидуально подобранные респираторы, используемые обученными и тренированными рабочими в рамках программы респираторной защиты (выполняемой в соответствии с требованиями законодательства), и подходящие для имеющихся условий работы, могут обеспечить надёжную защиту.

## Использование результатов измерений
Сравнение результатов испытаний респираторов в лабораторных и в производственных условиях показало, что лабораторные испытания не позволяют правильно оценить реальную эффективность респираторов (даже при их непрерывном использовании). Поэтому при ограничении области допустимого применения разных СИЗОД, закреплённого в законодательстве развитых стран (см. Законодательное регулирование выбора и организации применения респираторов), стали использовать результаты именно производственных испытаний. Это, например, привело с изменению ограничений для фильтрующих СИЗОД с подачей воздуха в полнолицевую маску с 2000 до 40 ПДК (Великобритания); полнолицевых масок с высокоэффективными фильтрами с 500 до 50 ПДК (США), и с 900 ПДК до 40 ПДК (Великобритания); у респираторов с принудительной подачей воздуха: под неплотно прилегающую лицевую часть — с 1000 ПДК до 25 ПДК (США), под полумаску — с 500 до 50 ПДК (США), под полнолицевую маску — с 100 до 40 ПДК (Великобритания); респираторов с подачей воздуха по потребности под полнолицевую маску — с 100 до 50 ПДК (США). Результаты многочисленных производственных испытаний и их обсуждение специалистами привели к ограничению области допустимого применения полумасок 10 ПДК (США).
| Тип СИЗОД, страна                                                                     | КЗ при сертификации (2013)               | Ограничения до производственных испытаний (год) | Ограничения после производственных испытаний (2013) | Минимальные измеренные КЗ                                                  |
| ------------------------------------------------------------------------------------- | ---------------------------------------- | ----------------------------------------------- | --------------------------------------------------- | -------------------------------------------------------------------------- |
| Шлем с принудительной подачей воздуха, США                                            | > 250 000                                | до 1000 ПДК                                     | до 25 ПДК                                           | 21, 28 …                                                                   |
| Полнолицевая маска, США                                                               | > 250 000                                | до 100 ПДК (1980)                               | до 50 ПДК                                           | 11, 17 …                                                                   |
| Полнолицевая маска, Англия                                                            | > 2000 (по газу) или >1000 (по аэрозолю) | до 900 ПДК (1980)                               | до 40 ПДК                                           | 11, 17 …                                                                   |
| Полумаска, США                                                                        | > 25 000                                 | до 10 ПДК с 1960-х                              | до 10 ПДК с 1960-х                                  | 2.2, 2.8, 4 …                                                              |
| Изолирующие дыхательные аппараты без постоянного избыточного давления под маской, США | > 250 000                                | до 1000 ПДК (1992)                              | до 50 ПДК                                           | (биомониторинг показал низкую эффективность при воздействии угарного газа) |

Существенное отличие результатов лабораторных и производственных испытаний побудило NIOSH потребовать от изготовителей высокоэффективных СИЗОД проводить производственные испытания — как условие сертификации респиратора в США.
В СССР и в РФ не было и нет ни одного нормативного документа, который бы регулировал выбор и применение респираторов. Единых общегосударственных требований к работодателю в РФ нет, и области допустимого применения респираторов не ограничены. Из-за практически полного отсутствия производственных испытаний СИЗОД в производственных условиях рекомендации русскоязычных авторов не обоснованы и обычно сильно завышены, их нельзя использовать. Поэтому при выборе и организации применения СИЗОД желательно использовать не рекомендации, основанные на лабораторных испытаниях, а опыт развитых стран, закреплённый в их законодательстве.
Из-за того, что респираторы — ненадёжное средство защиты (их эффективность зависит от своевременности применения и т.п), Институт проводит работу по уменьшению воздействия пыли при подземной добыче полезных ископаемых. Разработаны руководства по снижению запылённости при добыче угля, при добыче и переработке полезных ископаемых и другие аналогичные документы с конкретными рекомендациями.